# هاوزن (بیرکنفلد)
هاوزن (به آلمانی: Hausen) یک شهر در آلمان است که در بیرکنفلد واقع شده‌است. هاوزن ۱۹۵ نفر جمعیت دارد.